# Ali Asghar Modir Roosta
Ali Asghar Modir Roosta (en persa: علی اصغر مدیر روستا‎, Teherán, Irán; 25 de julio de 1968) es un exfutbolista y entrenador de fútbol de Irán que jugaba en la posición de delantero.

## Carrera

### Club
| Periodo   | Club             |
| --------- | ---------------- |
| 1985–1986 | Naft Teherán FC  |
| 1986–1987 | Daraei FC        |
| 1989–1993 | PAS Teherán FC   |
| 1993–1995 | Keshavarz FC     |
| 1995–2001 | Bahman FC        |
| 2001–2003 | Paykan FC        |
| 2003–2006 | Shahab Zanjan FC |

### Selección nacional
Jugó para Irán en 32 ocasiones y anotó 18 goles, participó en la Copa Asiática 1992 y en los Juegos Asiáticos de 1994.
Con la selección de fútbol sala jugó en dos ocasiones, ambas en la Copa Mundial de fútbol sala de la FIFA 1992.

### Entrenador
| Periodo   | Club                |
| --------- | ------------------- |
| 2008–2009 | Paykan FC           |
| 2009–2010 | PAS Hamedan FC      |
| 2011      | PAS Hamedan FC      |
| 2011–2012 | Shahrdari Tabriz FC |

## Logros
- Iran Pro League: 2

1991-92, 1992-93
- Liga de Campeones de la AFC: 1

1992-93
- Copa Afro-Asiática: 1

1992-93